# Чемпионат ЦАР по футболу
Чемпионат ЦАР по футболу (фр. Championnat de République centrafricaine de football) — высший футбольный дивизион в Центральноафриканской Республике. Контролируется Центральноафриканской федерацией футбола.
Собственный чемпионат в Центральноафриканской республике разыгрывался ещё в колониальный период. Как минимум известно, что в 1948 году проводился турнир, где в основном играли столичные команды из города Банги. Чемпионом 1958 года стала команда «Тампет Мокаф».
После обретения независимости ЦАР в 1968 году прошёл первый чемпионат страны, победителем которого стала команда «Каттин». С 2009 года турнир фактически проходит в формате Лиги города Банги, где выступают только столичные команды. Сезон 2019/20 не был доигран из-за пандемии COVID-19.
Победителями всех сезонов чемпионата ЦАР становились исключительно команды клубы из города Банги. Действующим победителем турнира является «Тампет Мокаф». Наибольшее число побед в чемпионате завоевал клуб «Олимпик Реал», имеющий в своём активе 13 титулов (последний в сезоне 2021/22). По итогам сезона 2022/23 чемпион получил 3 млн франков КФА, а вице-чемпион — 2 млн. Призёры турнира получают право выступить в Лиге чемпионов КАФ и Кубке конфедераций КАФ.
В сезоне 2023/24 выступали 12 команд.

## Список победителей
- 1968 — Каттин
- 1971 — Олимпик Реал
- 1973 — Олимпик Реал
- 1974 — Анж Фатима
- 1975 — Олимпик Реал
- 1976 — Тампет Мокаф
- 1977 — Стад Сантрафрикэн
- 1978 — Анж Фатима
- 1979 — Олимпик Реал
- 1980 — УСКА Банги
- 1981 — Муара
- 1982 — Олимпик Реал
- 1983 — Анж Фатима
- 1984 — Тампет Мокаф
- 1985 — Стад Сантрафрикэн
- 1986 — Муара
- 1988 — Анж Фатима
- 1989 — Стад Сантрафрикэн
- 1990 — Тампет Мокаф
- 1991 — Форс Арме
- 1992 — УСКА Банги
- 1993 — Тампет Мокаф
- 1994 — Тампет Мокаф
- 1995 — Форс Арме
- 1996 — Тампет Мокаф
- 1997 — Тампет Мокаф
- 1999 — Тампет Мокаф
- 2000 — Олимпик Реал
- 2001 — Олимпик Реал
- 2003 — Тампет Мокаф
- 2004 — Олимпик Реал
- 2005 — Анж Фатима
- 2006 — ДФК8
- 2008 — Стад Сантрафрикэн
- 2009 — ДФК8
- 2010 — Олимпик Реал
- 2011 — ДФК8
- 2012 — Олимпик Реал
- 2013/14 — Тампет Мокаф
- 2015/16 — ДФК8
- 2016 — Олимпик Реал
- 2016/17 — Олимпик Реал
- 2017/18 — Стад Сантрафрикэн
- 2019 — Тампет Мокаф
- 2020/21 — ДФК8
- 2021/22 — Олимпик Реал
- 2022/23 — Ред Стар
- 2023/24 — Тампет Мокаф

## Победители по клубам
| Клуб              | Город | Побед | Последний |
| ----------------- | ----- | ----- | --------- |
| Олимпик Реал      | Банги | 13    | 2021/22   |
| Тампет Мокаф      | Банги | 12    | 2023/24   |
| Стад Сантрафрикэн | Банги | 6     | 2017/18   |
| Анж Фатима        | Банги | 5     | 2005      |
| ДФК8              | Банги | 5     | 2020/21   |
| Форс Арме         | Банги | 2     | 1995      |
| Муара             | Банги | 2     | 1986      |
| УСКА Банги        | Банги | 2     | 1992      |
| Каттин            | Банги | 1     | 1968      |
| Ред Стар          | Банги | 1     | 2022/23   |